# GeoNames

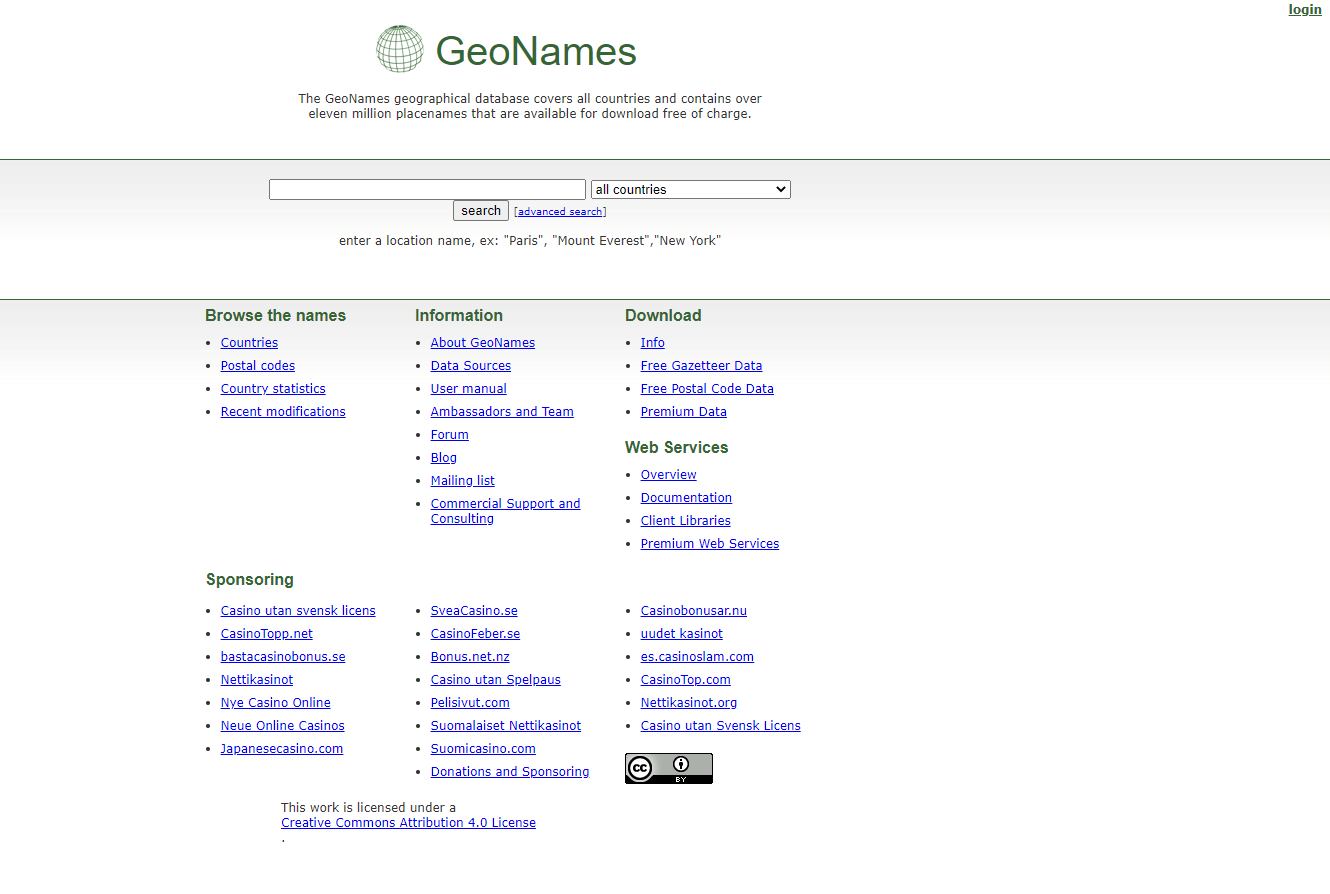
Visió de la pàgina inicial del portal web.

GeoNames és una base de dades geogràfica gratuïta i accessible a través d'Internet sota una llicència Creative Commons Reconeixement 3.0.

## Base de dades i serveis d'Internet
La base de dades conté més de 8 milions de noms geogràfics que corresponen a més d'11 milions de llocs existents. Aquests noms estan organitzats en 9 categories i 645 sub-categories. Dades com la latitud, la longitud, l'altitud, la població, la sub-divisió administrativa i el codi postal estan disponibles en diversos idiomes i per a cada ubicació.
La coordenades geogràfiques es basen en el sistema de coordenades WGS 84 (Sistema Geodèsic Mundial 1984).
La informació és d'accés lliure i gratuït a través d'una interfície d'Internet. És possible trobar llocs sobre la base d'un codi postal o prop d'un lloc determinat i trobar enllaços a l'article de corresponent de la Wikipedia.
La interfície és de tipus Wiki i els usuaris poden agregar dades, millorar o corregir les dades.

## Web d'Integració Semàntica
Cada característica en GeoNames està representada com un lloc de recursos identificats per un identificador URI estable. Aquest identificador URI proporciona accés, mitjançant la transferència d'informació, a un Wiki a la pàgina HTML o una descripció dels recursos RDF utilitzant el dialecte GeoNames.
Aquest dialecte descriu les propietats de la caràcters GeoNames utilitzant OWL. Les classes i els codis també es descriuen en l'idioma SKOS. A través de l'URL dels articles Wikipedia enllaçats a la descripció RDF, les dades GeoNames es tornen a enllaçar a les dades DBpedia i altres dades RDF.